# Stora Kvarnevattnet (norr om Vesten)
Stora Kvarnevattnet är en sjö i Lilla Edets kommun i Bohuslän och ingår i Göta älvs huvudavrinningsområde.